# Sarki farkas

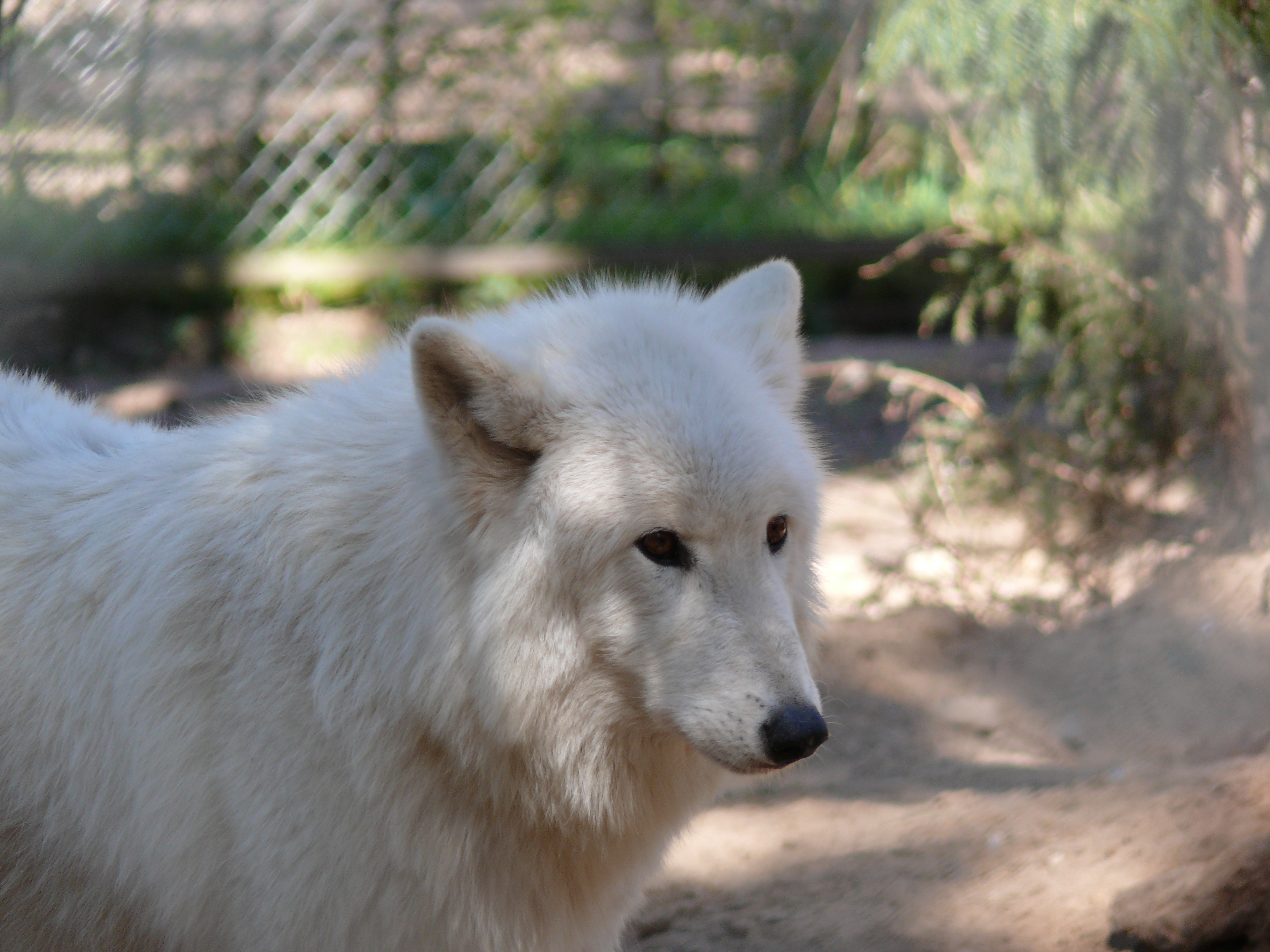
Portré

A sarki farkas (Canis lupus arctos) a szürke farkas (Canis lupus) amerikai alfaja.

## Előfordulása
A kanadai szigetvilágban él, Melville és Ellesmere közötti szigeteken.
Ezen kívül előfordul még Grönland északi és északkeleti részén is.

## Megjelenése
A sarki farkasoknak vannak bizonyos eltérő tulajdonságaik, melyekben különböznek más farkas alfajoktól és amelyek a hideg, sarkvidéki környezethez való alkalmazkodás során jöttek létre.
Szőrzetük szinte teljesen fehér (a hátukon valamivel sötétebb árnyalatú) és rendkívül dús.
A nagy hideghez (olykor előfordul élőhelyükön -50 °C is ) való alkalmazkodás folytán fülei rövidebbek és kerekebbek és lábai jóval rövidebbek, mint más alfajoké.
Testformájuk zömökebb és súlyuk 50 és 80 kilogramm között mozog.
Marmagasságuk 65-80 centiméter. 
A szuka valamivel kisebb és könnyebb, mint a kan.
Testhosszuk 90-150 centiméter.

## Életmódja
A falkaösztön a sarki farkasoknál még kifejezettebb, mint más alfajoknál.
Ennek oka élőhelyük zordsága miatt könnyen érthető, egy magányos állat ezen a klímán nem bírná ki sokáig.
Egy falkában általában 7 és 10 egyed él, de szoros kötődésük miatt egyes nagyobb falkában akár 30 állat is élhet együtt.
A farkas alfajok közül legkésőbb, 3 évesen válik ivaréretté. Átlagosan 2-3 kölyke születik.
Egy falka vadászterülete 1.300 és 1.600 négyzetkilométer között van. Táplálékkeresés közben akár napi 30 km-t is megtehetnek az egyedek.
Szinte mindenre vadásznak ami élőhelyükön megtalálható, pézsmatulkokra és rénszarvasokra, elsősorban azonban kisebb rágcsálókkal, például lemmingekkel; illetve sarki nyulakkal táplálkoznak.
Olykor madarakat is elejtenek.
Többnyire falkákban vadásznak, főleg ha nagyobb állatokat akarnak elkapni, de egy magányos egyed is képes leteríteni egy rénszarvast.
Fehér szőrük miatt a zsákmányállatok nehezebben veszik őket észre.

## Veszélyeztetettség
A sarki farkas az egyetlen alfaj a farkasok közül, amelyik semmilyen formában nem veszélyeztetett.
Élőhelyeiken a rendkívül zord klíma miatt igen kevés ember él. Az inuitok néha vadásznak rájuk dús, fehér szőrméjük miatt.

## Képek

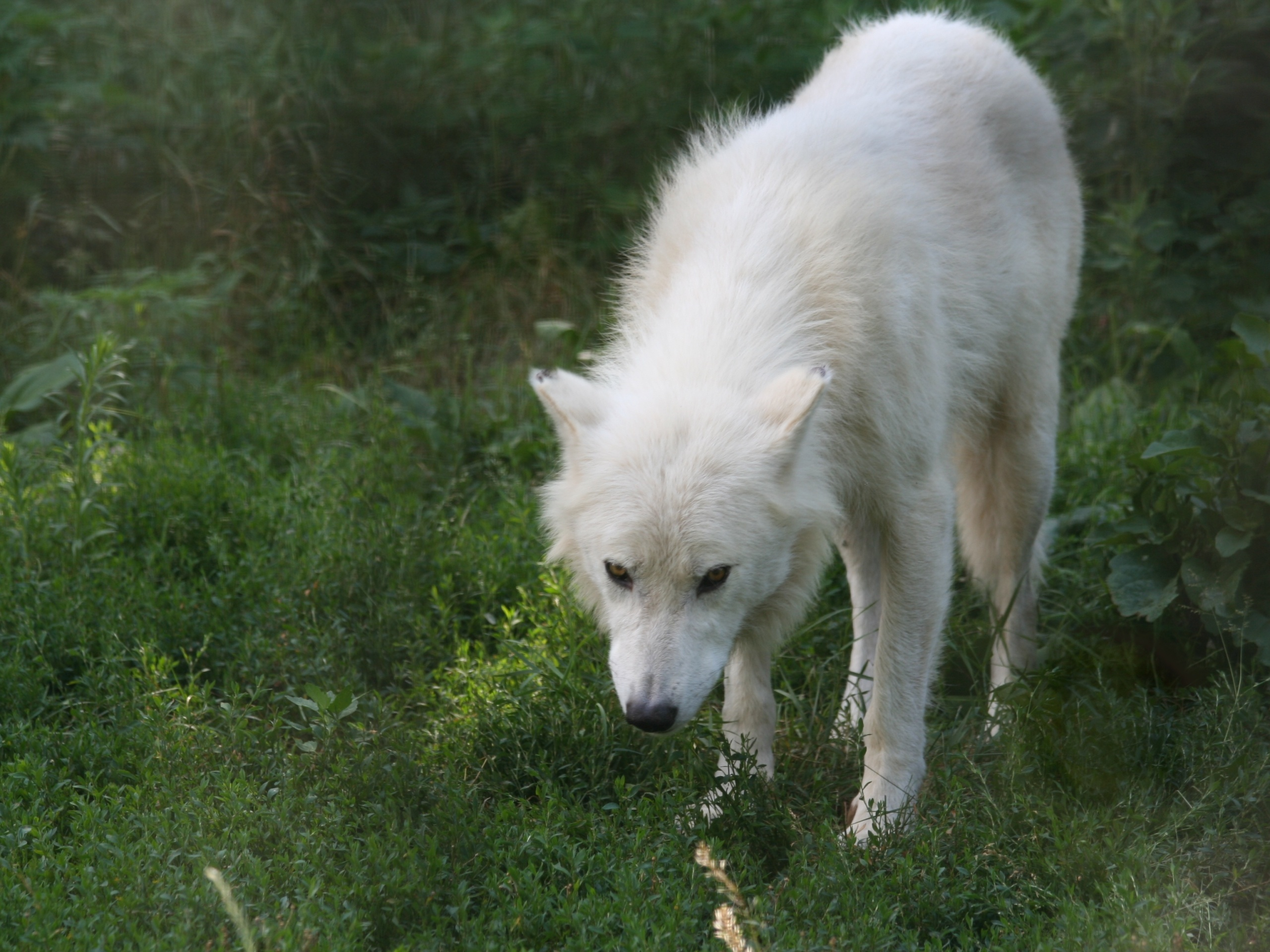
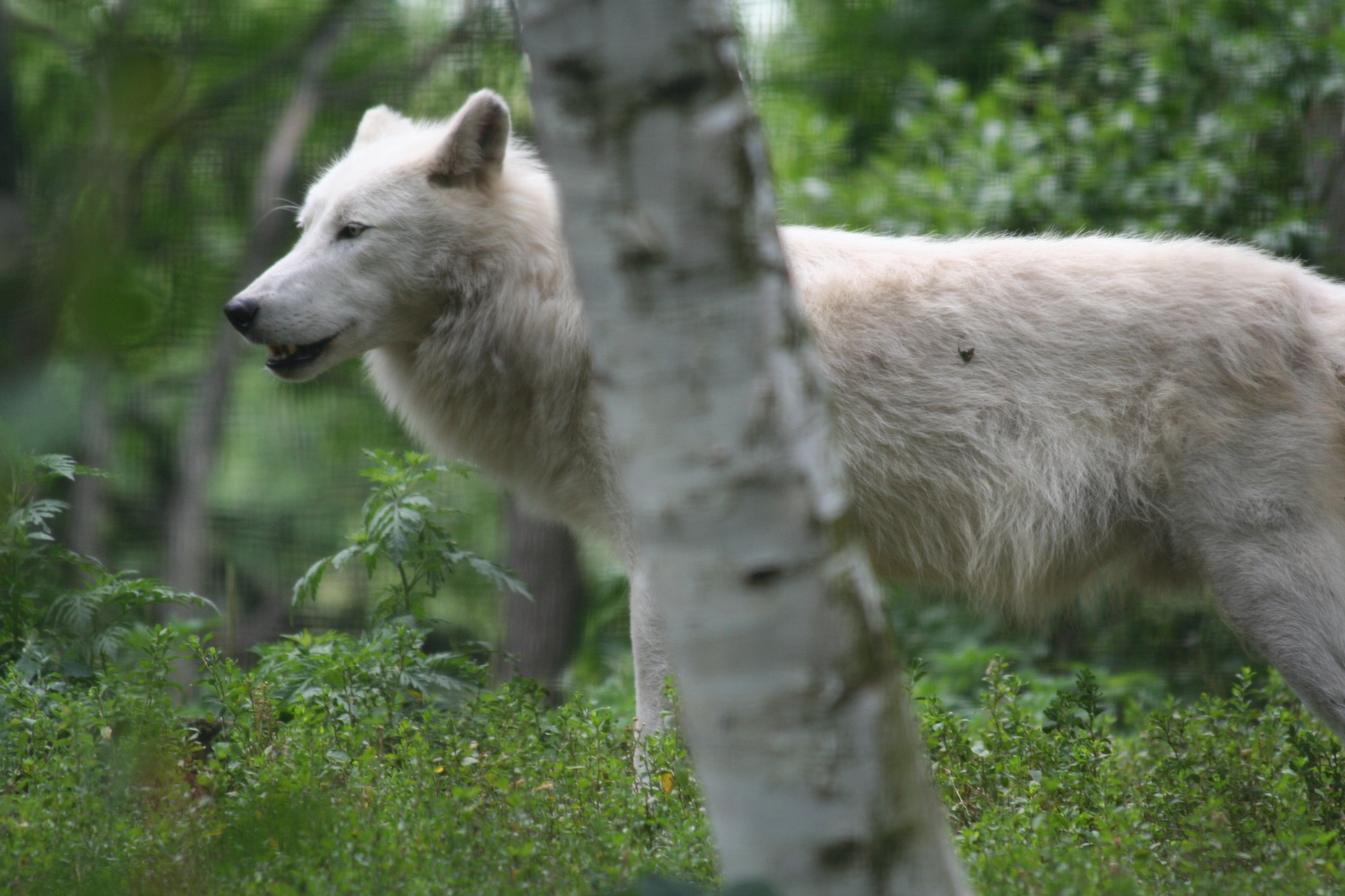
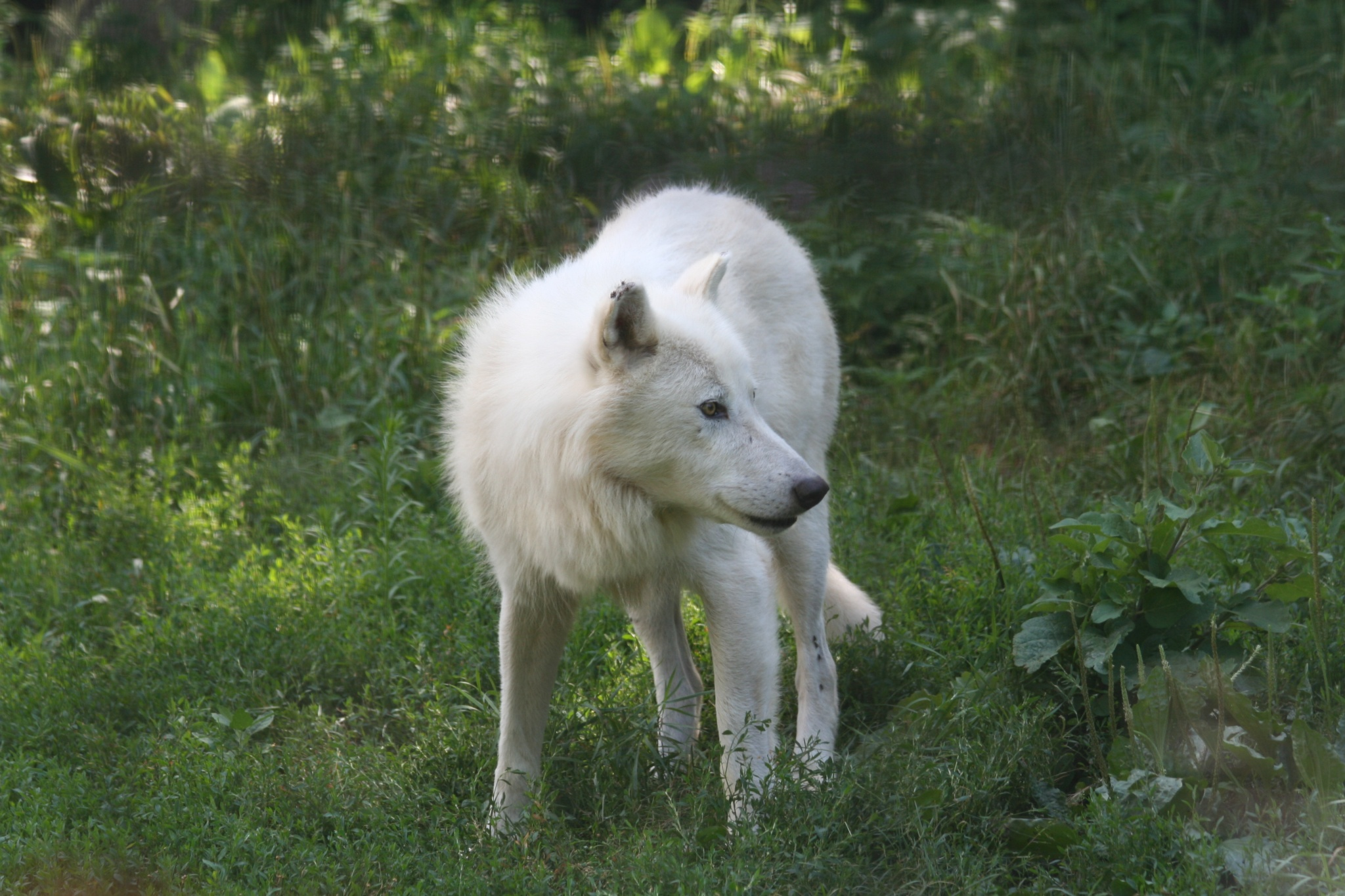
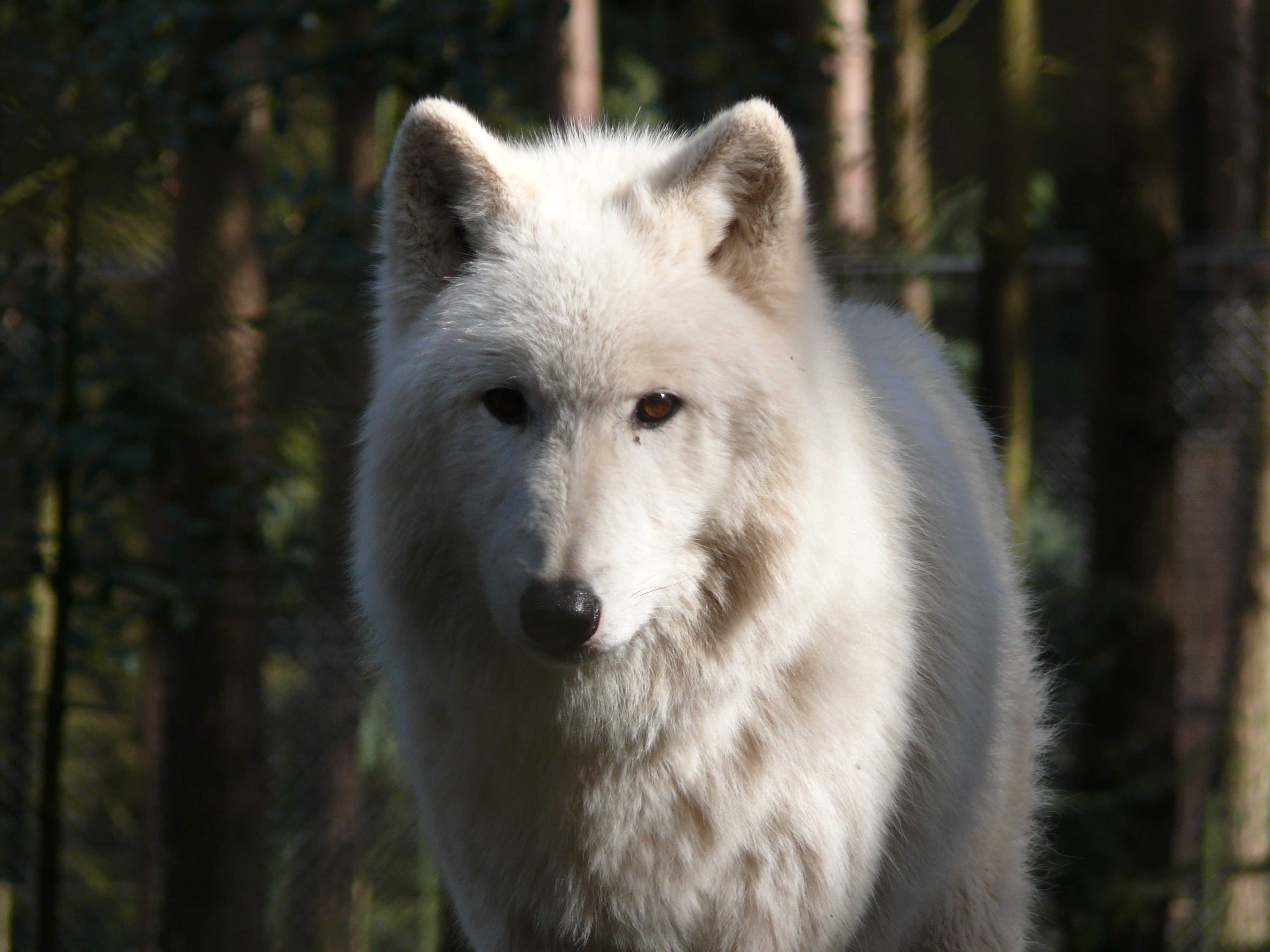